# Escultura romana d'Orient

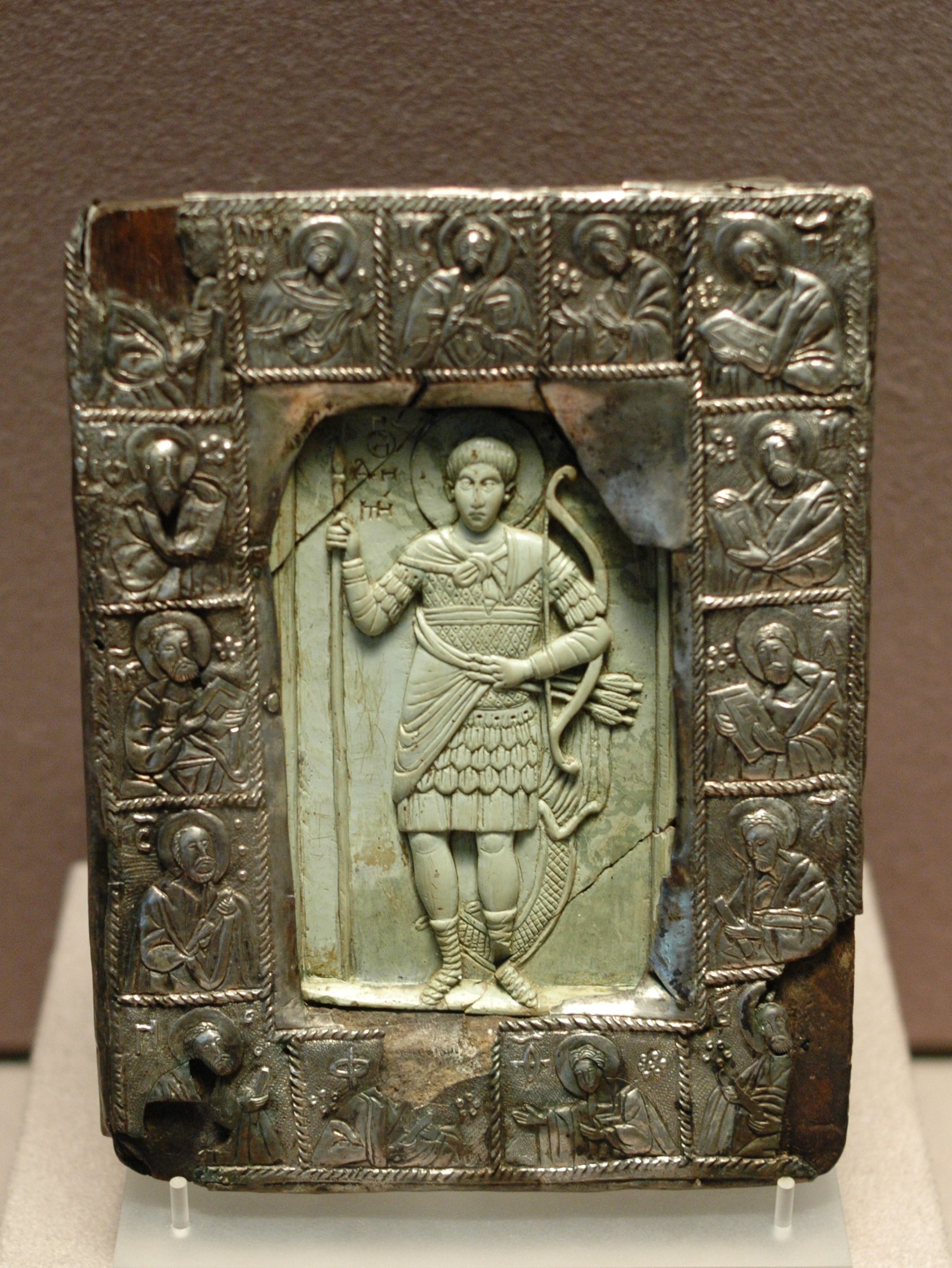
Icona de sant Demetri, un màrtir cristià (Museu del Louvre)

L'escultura romana d'Orient o escultura bizantina es desenvolupà en paral·lel amb l'arquitectura romana d'Orient i quedà definida a partir del segle vi. Anteriorment a aquest segle dominava l'estil romà decadent, àdhuc en la mateixa Constantinoble, com ho demostren les dues estàtues del Bon Pastor i els relleus del gran sòcol sobre el qual reposa l'obelisc egipci col·locat per Teodosi I el Gran en una plaça de la capital a finals del segle v (obelisc de Teodosi). Tanmateix, en altres monuments de l'època ja començava el gust romà d'Orient, com ho demostra el clipeus votiu d'argent o disc de Teodosi de Madrid que presenta en baix relleu les figures sedents de l'emperador i els seus fills amb altres cortesans dempeus i que data del 393.
L'art romà d'Orient cultivà molt poc l'estatuària, però abundà en mosaics i en relleus sobre ivori, argent i bronze, i no abandonà del tot l'ús de camafeus i entalladures de pedres fines. En els relleus, com en les pintures i mosaics, es presenten les figures mirant de cara.